# 仙居県
仙居県（せんきょ-けん）は中華人民共和国浙江省に位置する省直轄の県であり、しばらくの間、台州市の代理管轄下に置かれている。

## 観光
中部と南部には奇岩が多い神仙居、景星岩、十三都、公盂岩の4つの観光エリアと生物多様性に富む淡竹生態保護区がある。2002年に「仙居風景名勝区」として中華人民共和国国家重点風景名勝区に認定された。

## 行政区画
- 街道：安洲街道、南峰街道、福応街道
- 鎮：横渓鎮、埠頭鎮、白塔鎮、田市鎮、官路鎮、下各鎮、朱渓鎮
- 郷：安嶺郷、渓港郷、湫山郷、淡竹郷、皤灘郷、上張郷、歩路郷、広度郷、大戦郷、双廟郷